# Panique à New Jersey
Pour plus de détails, voir Fiche technique et Distribution.
Panique à New Jersey (12 Days of Terror) est un téléfilm sud-africain réalisé par Jack Sholder, sorti en 2004. Basé sur une histoire vraie, il tourne autour des attaques de requins du New Jersey de 1916, racontées dans le livre du même nom par Richard Fernicola, dans lequel un grand requin blanc juvénile commence une série d’attaques qui se déroulent pendant 12 jours dans le New Jersey. Il a été diffusé pour la première fois le 1er mai 2004 sur Animal Planet et plus tard sur Discovery Channel.

## Synopsis
Le 1er juillet 1916 dans le New Jersey, le sauveteur local Alex Trednot (Colin Egglesfield) veille sur l’une des plages. Après avoir grillé son collègue sauveteur Danny Bruder (Jean Michel Joubert), Alex est approché par son meilleur ami Stanley Fisher (Mark Dexter) et son ex-petite amie Alice (Jenna Harrison) sur son opinion pour un gâteau de mariage. Pendant ce temps, le baigneur Charles Van Sand est attaqué par une force invisible. Alex et quatre autres sauveteurs se précipitent pour sauver Charles, mais sa jambe gauche est blessée. Alex croit que c’était un requin, mais parce qu’il ne l’a pas vu clairement, son histoire est rejetée et les plages restent ouvertes. Cependant, un capitaine de navire local, « Cap » (John Rhys-Davies) croit Alex, car il a chassé les requins une grande partie de sa vie. Alex tente de convaincre le maire Perillo (Patrick Lyster) de fermer les plages, mais celui-ci lui répond qu’il ne peut pas à moins que les experts ne confirment qu’il s’agit d’un requin. Cela déçoit Alex.
Plus tard dans la soirée, le président Woodrow Wilson visite le Jersey Shore et prononce un discours sur le changement et la sécurité après la guerre. Le commissaire Meel (Paul Ditchfiel), le patron d’Alex, assure une fois de plus à Alex que l’attaque ne se reproduira plus. Alice vient voir Alex et lui demande que, bien qu’elle soit heureuse pour elle et Stan, s’il a des regrets, ce à quoi il lui demande la même chose. Le 7 juillet, après la mort de Charles Van Sand, beaucoup plus de gens viennent sur les plages. Lorsque Danny sort pour récupérer deux nageurs qui s’aventurent trop loin du rivage, lui aussi est attaqué. Alex et d’autres plongeurs le sauvent, mais ses deux jambes ont disparu et il meurt rapidement. Sachant maintenant que c’est un requin, Alex s’approche de Meel et le réprimande, lui rappelant ce qu’il a dit et à quel point il avait tort. Alex démissionne en conséquence.
À New York, Michael Schleisser (Jamie Bartlett), un chasseur d’animaux sauvages, lit le récit des attaques de requins et décide de se rendre dans le New Jersey. Lors d’une conférence de presse, le directeur du musée, le Dr Frederick Lucas (Roger Dwyer) et l’ichtyologiste John Nichols (Colin Stinton) expliquent qu’ils enquêtent sur les attaques de requins et tentent d’en empêcher une autre. Pendant ce temps, Stan trouve Alex dans un restaurant et tente de le convaincre de reprendre son travail. Mais Alex refuse, disant qu’il ne travaillera pas pour quelqu’un prêt à laisser les gens se blesser pour faire de bonnes affaires. Après le départ de Stan, Cap vient voir Alex et lui propose un emploi pour l’aider à installer des filets en acier afin d’empêcher une autre attaque de requin. En assemblant la barrière, une personne sur le bateau de Cap pense qu’elle voit le requin et tire dans l’eau, touchant involontairement l’un des plongeurs.
Avec le filet d’acier en place, les plages rouvrent. Un groupe de garçons demande à Stan de jouer au baseball avec eux. Alex et Stan discutent et ils se pardonnent mutuellement. Le Dr Nichols rencontre Alex et lui pose des questions sur le requin. Ailleurs dans une usine de paniers, Lester travaille à assembler des paniers. Ses amis lui demandent de les rejoindre dans la rivière, mais Lester travaille et n’est pas encore parti jusqu’à ce que son père le dise. Cap se tient au sommet d’un pont et remarque le requin nageant dans Matawan Creek. Il lance un appel à ce sujet, mais il est jugé fou.
Cap remonte la rivière, finit par atteindre une petite ville et essaie d’avertir tout le monde de rester à l’écart de la rivière. Cependant, Lester et ses amis sont attaqués par le requin. Stan et ses amis courent à la rivière pour sauver Lester. Cependant, ils ne le trouvent pas. Cap trouve Alex et le met en garde contre le requin. Les heures passent et même en mettant un filet pour attraper Lester, ils ne le trouvent toujours pas. Le requin est toujours là et frôle l’un des hommes à la recherche de Lester. Les amis de Stan abandonnent, mais Stan reste pour le retrouver. Après quelques instants, il trouve enfin Lester. L’instant suivant, le requin attaque et Stan laisse tomber le garçon. Alex frappe le requin avec un caillou, l’obligeant à lâcher Stan. Le requin s’éloigne à la nage. Alors que Cap suit le requin, Alex se précipite pour amener Stan chez un médecin.
Une mère qui pique-nique avec ses filles remarque que le requin descend vers un groupe de garçons qui nagent. Elle tente de les avertir, mais l’un d’eux est attaqué. Cap arrive à temps et percute le requin, le forçant à relâcher le garçon. Le requin nage en aval jusqu’à l’océan. Alors qu’il est dans un train en route pour un hôpital, Stan meurt du choc et de la perte de sang. Cet événement attriste Alex et Alice. Plus tard, les citadins lancent de la dynamite et tirent avec des Winchesters dans la rivière pour tuer le requin. Plus tard, le 12 juillet, Cap semble « capturer » le requin. Alex se rend dans un hôtel et consulte le Dr Nicholes, qui confirme qu’Alex est à la recherche d’un grand requin blanc juvénile, bien qu’il envisage la possibilité d’un requin taureau puisqu’il a nagé en amont. Nicholes dit à Alex de trouver le requin là où il a réussi, mais pas de le trouver seul.
Alex rencontre Michael Schleisser et les deux parlent du requin. Alex confirme qu’il n’est pas prêt à tuer le requin pour de l’argent ou pour se venger, seulement qu’il ne veut pas que quelqu’un d’autre soit tué. Alex se rapproche de Cap et confirme avec lui que le requin qu’il a tué est le mauvais requin. Éprouvant de la sympathie pour le Cap depuis que les gens le traitent de fou, Alex dit qu’ils peuvent trouver le vrai requin. Alex et Cap vont ensemble tuer le requin. Alors qu’ils cherchent et même rencontrent le requin lui-même (un specimen de 12 pieds voire plus), Cap et Alex rencontrent Schleisser, qui a un filet sous son petit bateau pour capturer le requin. Le requin réapparaît et se fait prendre dans le filet. Il remorque Schleisser dans son filet, espérant qu’il se fatiguera et mourra. À un moment donné, il s’arrête et fait basculer Schleisser dans l’eau. Alex et Cap parviennent à sauver Schleisser et Alex piège encore plus le requin avant qu’il ne puisse s’échapper. Après plusieurs heures, le requin meurt d’épuisement.
Le groupe ramène le requin à terre et l’accroche pour que tout le monde puisse le voir. Le Dr Nichols confirme qu’il s’agit d’un grand blanc juvénile. Alex demande au Dr Nichols comment devenir ichtyologiste et lui dit de le rencontrer dans son bureau. Après cela, Alex et Alice se remettent ensemble. Après que le requin a finalement été capturé au large, une autopsie a été effectuée, et on dit que 15 livres de chair humaine avec des os ont été trouvés dans son estomac. En fin de compte, quatre personnes ont été tuées, une cinquième grièvement blessée et les restes de Lester ont été retrouvés. Parce qu’une propension à manger de la chair humaine n’est pas naturelle chez les requins, les scientifiques étudient toujours pourquoi ce requin a fait ce qu’il a fait.

## Distribution
- Colin Egglesfield : Alex
- Mark Dexter : Stanley Fisher (victime)
- Jenna Harrison : Alice
- John Rhys-Davies (VF : Vincent Grass) : le capitaine
- Jamie Bartlett : Michael Schleisser
- Adrian Galley : Engel
- Colin Stinton : Dr John Treadwell Nichols
- Roger Dwyer : le docteur Frederic Lucas
- Craig Geldenhuys : Arnie
- George Christopher Smith : Michael Dunn
- Andrew Mark Smith : Joseph Dunn